# توماس والتر سكوت
توماس والتر سكوت هو صحفي وسياسي كندي، ولد في 27 أكتوبر 1867 في كندا، وتوفي في 23 مارس 1938 في نفس البلد. حزبياً، نشط في Saskatchewan Progress Party ‏ والحزب الليبرالي الكندي.

## مناصب
- انتخب عضو مجلس العموم الكندي عن دائرة Assiniboia West [الإنجليزية]‏ ( – 13 ديسمبر 1905).
- انتخب عضو المجلس التشريعي من ساسكاتشوان (14 أغسطس 1908 – 26 يونيو 1917).
- انتخب عضو المجلس التشريعي من ساسكاتشوان (13 ديسمبر 1905 – 14 أغسطس 1908).
- انتخب Premier of Saskatchewan [الإنجليزية]‏ (5 سبتمبر 1905 – 20 أكتوبر 1916).